# Булбоуретралне жлезде
Булбоуретралне жлезде или Куперове жлезде (лат. glandulae bulbourethrales — Cowperi) јесу жлезде које се налазе са обе стране мокраћне цеви мушкараца. Улога жлезди је секретовање пресемене течности током сексуалног узбуђења, пре оргазма и ејакулације. Канали жлезде се налазе у фибролном делу уретре.
Поред секретовања семене течности, велика улога жлезде је заштита сперматозоида киселости уретре.

## Откриће
Године 1684. француски доктор Жан Мери је први описао грађу булбоуретралних жлезди. Године 1699. хирург Вилијам Купер је објавио назив жлезде, које данас носе његово име.